# 薩帕特羅區
6°32′05″S 76°29′59″W / 6.5346°S 76.4997°W
薩帕特羅區（西班牙語：Distrito de Zapatero），是秘魯的一個區，位於該國中北部聖馬丁大區的拉馬斯省，始建於1954年10月15日，面積175平方公里，海拔高度290米，2005年人口5,008，人口密度每平方公里29人。